# Киев Цифровой
«Киев Цифровой» — государственное мобильное приложение для жителей Киева. Был создан в 2021 году киевским Коммунальным предприятием "Главный информационно-вычислительный центр" (КП ГИОЦ) взамен приложения "Kyiv Smart City" .

## Описание программы
Приложение предоставляет пользователю возможность пополнять со смартфона транспортную карту, покупать QR -билеты, платить за парковку, возвращать эвакуированный автомобиль, получать уведомления об услугах в сфере ЖКХ, голосовать за проекты по благоустройству города .
Регистрация в приложении осуществляется по телефонному номеру. «Киев Цифровой» позволяет автоматически скачать данные платежных карт и информацию об автомобилях из Kyiv Smart City, если телефонный номер пользователя в приложении такой, что и в кошельке Masterpass.
Фирменный акцидентный шрифт бренда — это Kyiv*Type Sans из семейства вариабельной гарнитуры Kyiv*Type, авторства шрифтового дизайнера Дмитрия Растворцева .

## Функционал

### Запись в ЦНАП
В приложении можно выбрать заведение и запись на время.

### Для водителей автомобилей
«Киев Цифровой» позволяет вернуть эвакуированный автомобиль со штрафплощадки без очередей. Если авто эвакуируют, водитель получит уведомление с адресом штрафплощадки и инструкцией по возвращению транспортного средства. Все необходимые документы можно загрузить в приложение.
Также «Киев Цифровой» сотрудничает с муниципальными парковками. Со смартфона можно оплатить почасовую парковку или приобрести парковочный абонемент.
Также можно определить место парковки по геопозиции и проверять срок действия парковочного абонемента. Есть карта парковок и таймер с напоминанием времени парковки .

### Городской общественный транспорт
В приложении можно пополнить транспортную карту, приобрести проездной в месяц, а также пользоваться разовыми QR-билетами. Настроенная система уведомлений напомнит об окончании действия проездного или подскажет, когда QR-билет просрочится (срок действия - 15 суток).
Студенческий и ученический билеты подражают дизайну транспортной карты и отличаются по цвету. Для ученического билета придумали дополнительный символ со знака буквы «К» с двоеточиями сверху, которая отсылается к букве «ї» в названии «Киев».

### Услуги ЖКХ
Если пользователь добавит адрес проживания, то «Киев Цифровой» будет сообщать о начале и конце плановых или аварийно-восстановительных работ в доме. Приложение получит доступ к уведомлениям об услугах поставки электроэнергии, воды, газа и отопления. Система отзывов позволяет подтверждать или опровергать правдивость информации о предоставлении тех или иных услуг.

### Преодоление последствий русско-украинской войны
После 2022 г. в приложении, кроме общегородской информации, появился ряд функционала, связанный с последствиями военных действий оккупантов . В частности:
- Уведомление и расписание вынужденных отключений электричества после российских атак
- Уведомление о начале и конце тревоги по поводу российской атаки на город
- Карта укрытий
- Волонтерская помощь армии
- Волонтерская помощь киевлянам
- Ссылки на официальные источники информации
- Карта работающих заведений

## Сбои в работе
24 мая 2024 года в работе приложения «Киев Цифровой» произошел массовый сбой из-за технических проблем. Пользователи сообщали о технических проблемах при загрузке приложения и на смартфоне, и в рабочий стол версии при запуске бота от «Киев Цифровой». Часть киевлян столкнулась с трудностями при покупке билета у метро  .